# Giovanni Battista Belluzzi
Giovanni Battista Belluzzi, auch bekannt als Giovanni Battista di Bartolomeo Bellucci (* 27. September 1506 in San Marino; † 25. März 1554 in Montalcino) war ein san-marinesischer Festungsbaumeister.

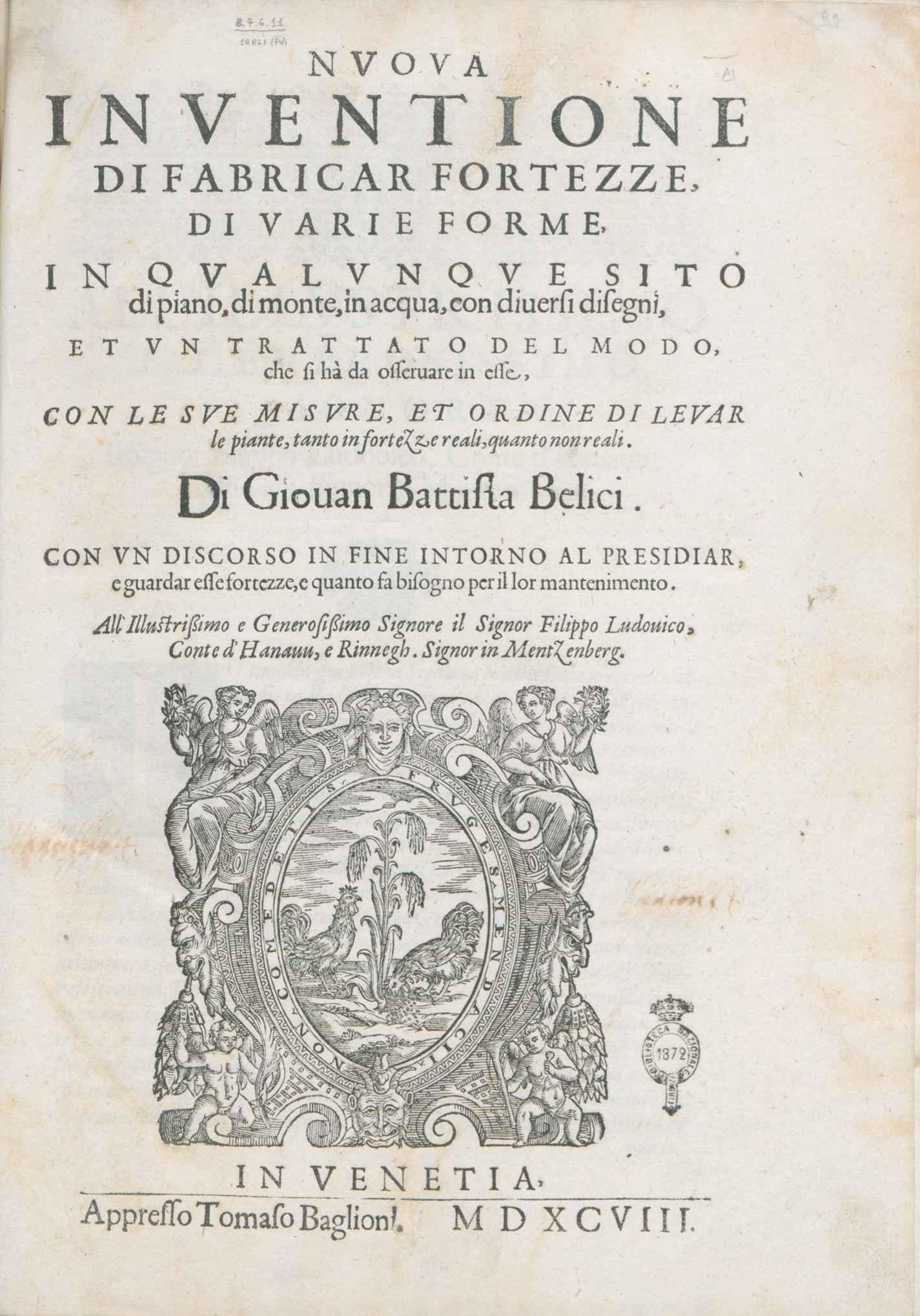
Nuova inventione di fabricar fortezze di varie forme, 1598

## Leben
Belluzzi wurde im Alter von 18 Jahren von seinem Vater Bartolo di Simone, einem bekannten Politiker, Capitano Reggente und einflussreichen Unternehmer in San Marino, nach Bologna gesandt, um dort den Beruf des Kaufmannes zu erlernen. Nach zwei Jahren kehrte er zurück und wurde Kaufmann.
Durch seine Ehefrau, eine Tochter von Girolamo Genga, kam er zur Architektur. Er wurde besonders als Festungsbaumeister bekannt. Im Dienst von Cosimo I. de’ Medici, Gran Duque de Toscana, errichtete er bis zu seinem Tode zahlreiche Bauwerke. Er entwarf im Auftrag von Cosimo Befestigungsanlagen in Florenz, Pistoia, Pisa und San Miniato, die als «Bastión Mediceo San Miniato al Monte, Florenz» (1553) bekannt wurden. In dieser Zeit verfasste er auch ein Schriftwerk über Militärarchitektur. 1553 wurde er zum Hauptmann im Krieg von Siena ernannt.
Bei der Schlacht um Montalcino wurde Giovanni Battista Belluzzi bei der Belagerung der Festung schwer verwundet und verstarb im März 1554 an den Folgen seiner Verletzungen. Im Auftrag von Cosimo I. wurde er in San Marino 1554 in der Kirche von St. Peter begraben. Bei dem Abbruch der Kirche im Jahre 1826 wurden seinen körperlichen Überreste mit Rüstung bedeckt gefunden.

## Werke
- Nuova inventione di fabricar fortezze di varie forme. Tommaso Baglioni, Venedig 1598 (italienisch, beic.it).